# Stefan Cebara
Stefan Cebara (* 12. dubna 1991 Zadar, SFR Jugoslávie) je kanadský fotbalový záložník a reprezentant chorvatského původu, který od roku 2015 působí v klubu FC ViOn Zlaté Moravce.
Jeho oblíbenými hráči jsou Portugalec Cristiano Ronaldo a Velšan Gareth Bale, oblíbeným klubem italský Inter Milán.

## Klubová kariéra
- Windsor FC Nationals (mládež)
- Riverside Rebels (mládež)
- FK Rad (mládež)
- Zalaegerszegi TE 2010–2012
- NK Celje 2012–2013
- FC ViOn Zlaté Moravce 2015–2016

Narodil se 12. dubna 1991 v chorvatském městě Zadar (tehdy součást SFR Jugoslávie), odkud se ve svých 4 letech s rodiči přestěhoval do srbského Bělehradu. Když mu bylo 6 let, odstěhoval se s rodinou do kanadského města Calgary a po 4 letech do Windsoru v provincii Ontario. Zde začal s kopanou v místním týmu Windsor FC Nationals, mimoto se věnoval mj. ještě basketbalu, lednímu hokeji, volejbalu. Poté hrál za Riverside Rebels. V sezóně 2009/10 působil v srbském FK Rad z Bělehradu. Další jeho angažmá bylo v maďarském týmu Zalaegerszegi TE. V letech 2012–2013 byl hráčem slovinského klubu NK Celje. Na začátku roku 2015 se stal hráčem slovenského FC ViOn Zlaté Moravce.

## Reprezentační kariéra
Nastupoval za kanadskou mládežnickou reprezentaci U20, s níž se zúčastnil mistrovství CONCACAF dvacetiletých v roce 2011 v Guatemale.
V A-mužstvu Kanady debutoval ve svých 21 letech 22. 3. 2013 v přátelském utkání proti reprezentaci Japonska (prohra 1:2).